# 王屋村

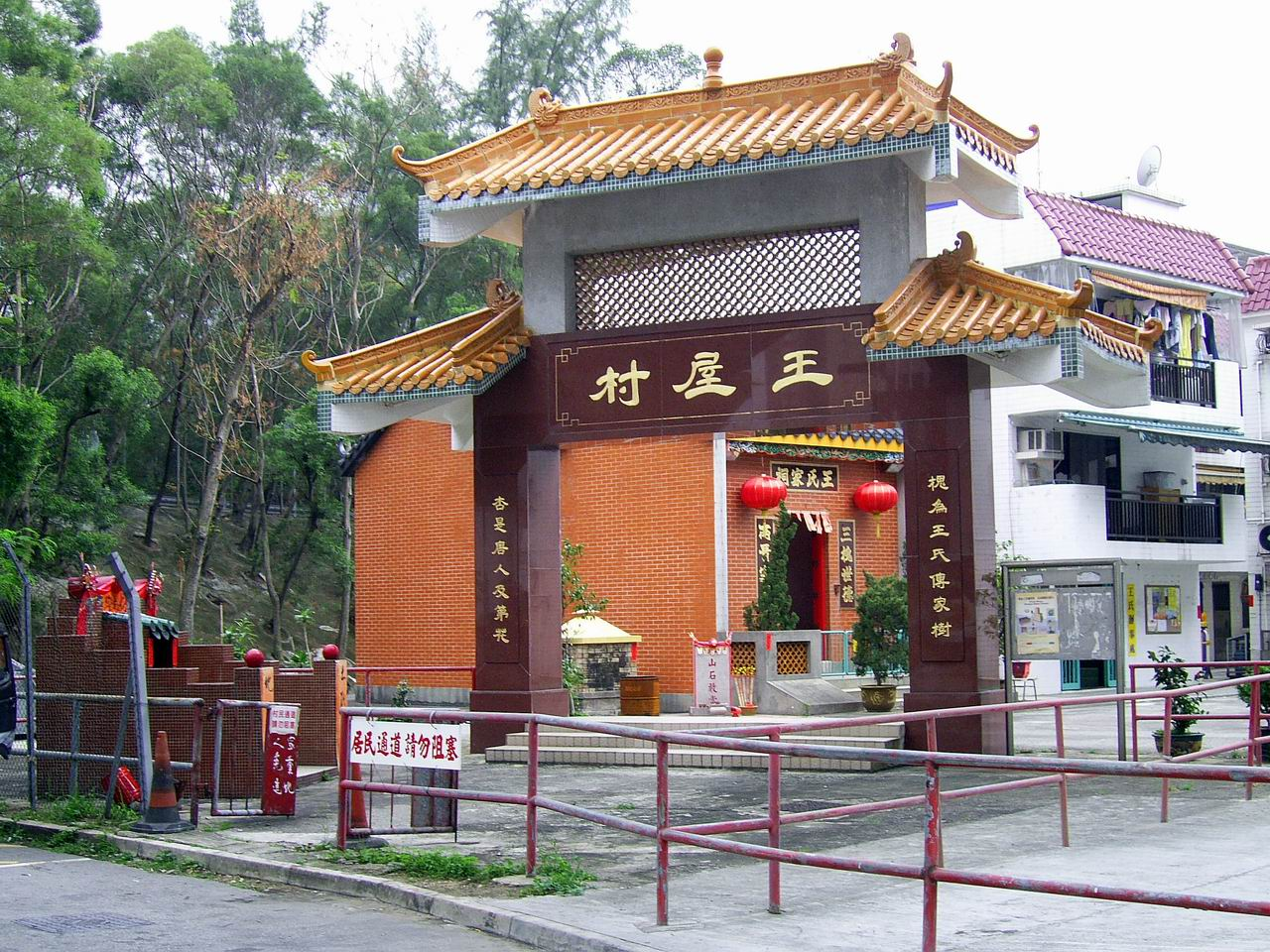
王屋村牌樓

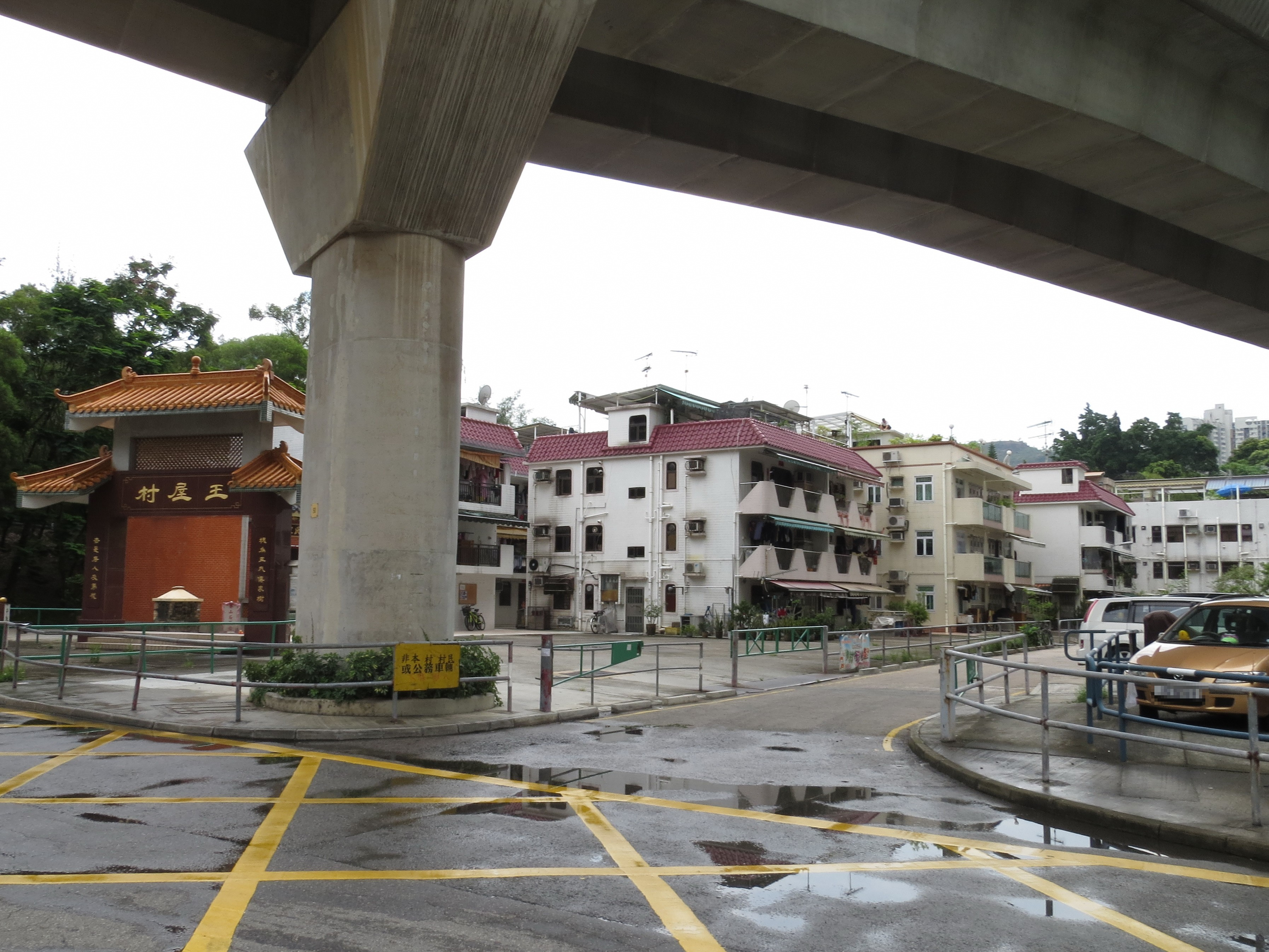
王屋村，圓洲角路與王屋里交界。上方為港鐵馬鞍山綫的高架橋。

王屋村（英語：Wong Uk Village）原位於香港新界沙田區圓洲角麗豪酒店東鄰，於1994年搬到圓洲角路現址。

## 歷史
王屋村原位於圓洲角西北角，由一對來自廣東興寧王姓夫婦在約200多年前的清乾隆年間建立，人口不多，隸屬「沙田九約」。1911年，王屋村有39名居民。
在1990年代香港政府批出河畔花園旁一幅土地供發展大型酒店，決定將王屋村遷離，搬到同區靠近沙田路的現址。舊村中一幢兩層民宅——王屋村民宅現已被列為香港法定古蹟。